# Euphorbia cyri
El cordobán, cordobén, gordobahn o cuantié (Euphorbia cyri) es una especie fanerógama de la familia Euphorbiaceae. Se trata de un arbolillo o arbusto de 1.6 a 4 m de alto, ramificado desde la base, caducifolio, con látex de color amarillo pálido. Las hojas presentan estípulas, son suculentas y duras. Las brácteas (hojas modificadas) son de color rosado, presenta glándulas en las inflorescencias. Presenta flores masculinas y femeninas. El fruto es una cápsula globosa, de hasta 1.2 cm de diámetro, de color rosado a vino; produce escasas semillas, de forma subglobosa, de hasta 7 mm de largo y 5 mm de diámetro, la testa es grisácea a parda.

## Clasificación y descripción
Arbusto de 1.6 a 4 m de alto, ramificado desde la base, caducifolio, con látex amarillo pálido. Tallos suculentos, verde oscuros. Hojas con estípulas cónicas, casi de 1 mm de largo, pecíolo 2-9 mm de largo y 1-6 mm de ancho; lámina suculenta, coriácea, larga o anchamente elíptica, de 3.5-10 cm de largo y 1-6 cm de ancho. Las flores se encuentran dispuestas en cimas en dicasios apicales. Las brácteas son de color rosado, cóncavas, ovadas, oblongas o circulares de 2 a 3 cm de largo y de 1.3 a 2.4 cm de ancho, caducas o persistentes, envolviendo al ciatio. Ciatios con el pedúnculo densamente tomentoso; involucro verde, viloso a tomentoso; tubo involucral de 8 a 13 mm de largo, partido; glándulas por lo general dos, transversales, de 1.5 mm de largo y 1 mm de ancho, a menudo con dos glándulas adicionales laterales. Flores estaminadas alrededor de 19; anteras de color de vino-tinto, polen amarillo. Flor pistilada con pedicelo de hasta 1.5 cm de largo; estilo 5-6 mm de largo, de color de vino-tinto; estigmas 1-2.5 mm de largo escasamente vilosos o tomentosos y bífidos por espacio de 0.5-1 mm. Cápsula globosa, 9-12 mm de diámetro, pericarpo esponjoso, de color rosado-púrpura a color de vino-tinto, con tomento pardo y líneas rojas en la división de las valvas, produce escasas semillas, de forma subglobosa, de 6-7 mm de largo y 5 mm de diámetro, testa grisácea a parda.

## Distribución
Esta especie es endémica de México. Se localiza en el estado de Oaxaca.

## Ambiente
Se distribuye en matorrales, en planicies secas, en una altitud que va de los 1525 a los 1800 m s. n. m.

## Estado de conservación
Esta especie se encuentra listada en la NOM-059-SEMARNAT-2010 en la categoría Probablemente Extinta en el Medio Silvestre (E). 
En la Unión Internacional para la Conservación de la Naturaleza (UICN) aparece bajo la categoría de No Evaluada (NE). Al ser una especie amenazada en México, se halla regulada bajo el Código Penal Federal, la Ley General del Equilibrio Ecológico y Protección al Ambiente, y la Ley General de Vida Silvestre

## Usos
Se usa como cerca viva. El látex se utiliza como laxante y para tratar el dolor de anginas (amigdalitis), también para extraer más fácilmente las espinas que se han introducido en la piel.